# Buccinulum vittatum
Buccinulum vittatum es una especie de molusco gasterópodo de la familia Buccinidae. Mide unos 25 mm de longitud.

## Distribución geográfica
Se encuentra  en Nueva Zelanda.